# Терроризм

Глобальная карта-схема террористических нападений (за период 1970—2015 годов, оранжевый - 20 век, красный - 21 век)

Террори́зм — политика, основанная на систематическом применении террора. Термин является крайне политизированным, и политики систематически им злоупотребляют.
Синонимами слова «террор» (от лат. terror — «страх», «ужас») являются слова «насилие», «запугивание», «устрашение». Это слово стало распространённым в различных государствах и странах после «Периода террора» периода Великой французской революции.
Несмотря на юридическую силу термина «терроризм», у него нет однозначного определения. Однако наиболее часто встречающееся мнение обозначает этот термин как «достижение насильственным путём политических, идеологических, экономических и религиозных целей». Объединения лиц, которые осуществляют террористическую деятельность, называются террористическими группами. Выделяют националистический, политический, коммунистический и религиозный терроризм.
В праве России терроризм определяется как идеология насилия и практика воздействия на общественное сознание, на принятие решений органами государственной власти, органами местного самоуправления или международными организациями, связанная с силовым воздействием, устрашением мирного населения и/или иными формами противоправных насильственных действий.

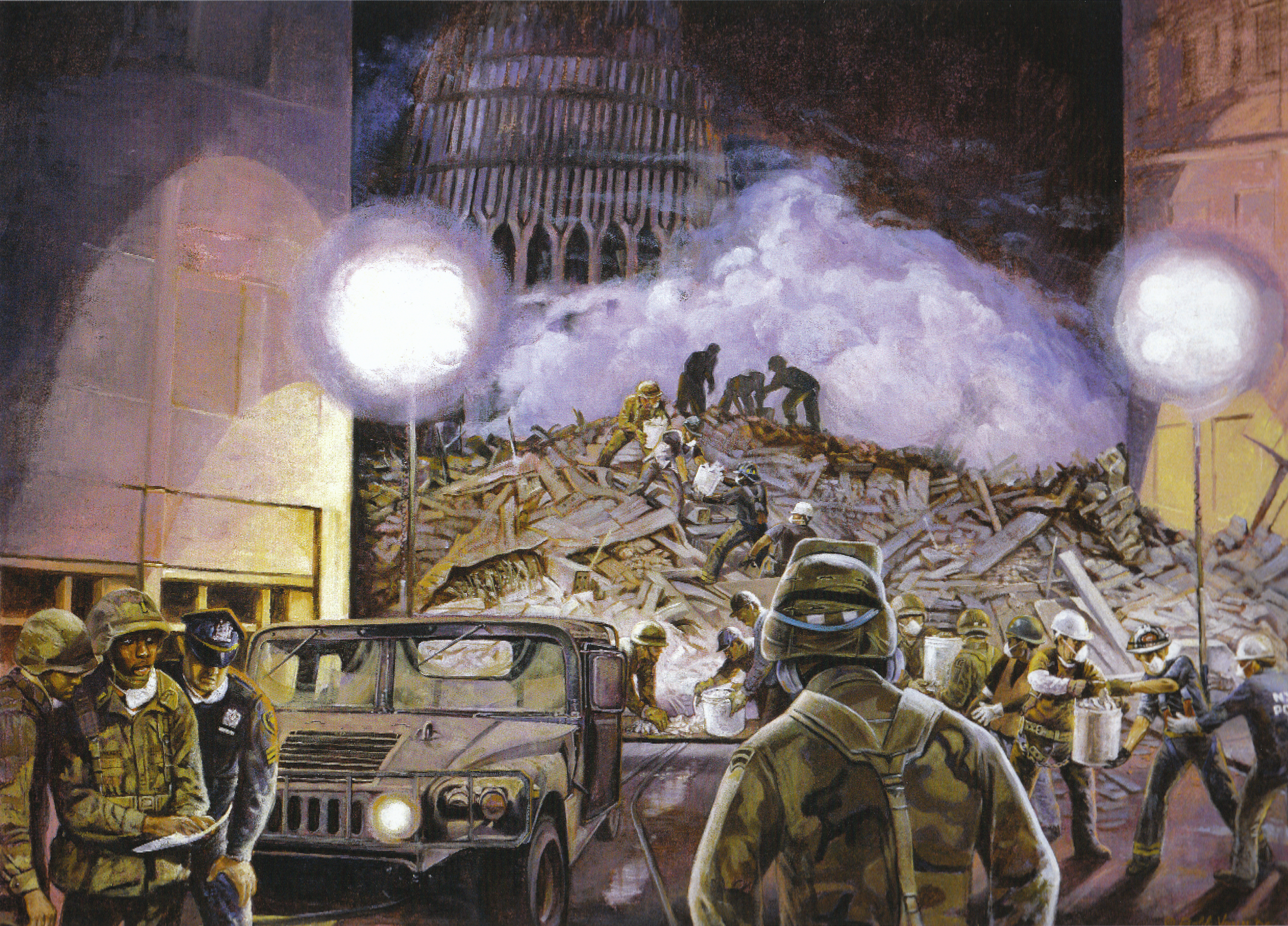
Ground Zero (эпицентр), Bobb Vann

В праве США — как предумышленное, политически мотивированное насилие, совершаемое против мирного населения или объектов субнациональными группами федерального уровня или подпольно действующими агентами и организациями, обычно с целью повлиять на настроение общества.
В конце 1960-х годов появилась специфическая форма терроризма — международный терроризм.

## Научный аспект
Существует мнение, что мотивы террористов трудно понять и объяснить объективно с научной точки зрения, поскольку термин «терроризм» имеет яркую политическую окраску. Нельзя выделить одну-единственную причину возникновения терроризма, и поэтому не существует одного-единственного решения проблемы.

## Виды терроризма
По характеру субъекта террористической деятельности терроризм можно разделить на:
1. Неорганизованный или индивидуальный (терроризм одиночек) — в этом случае теракт (реже, ряд терактов) совершают один-два человека, за которыми не стоит какая-либо организация (Дмитрий Каракозов, Вера Засулич, Равашоль, Тимоти Маквей и др.). Часто такие теракты совершают люди, считающиеся психически нездоровыми, под влиянием только им понятных мотивов;
2. Организованный, коллективный — террористическая деятельность планируется и реализуется созданной для её осуществления организацией (народовольцы, эсеры, Красный террор, Белый террор, ИРА, ЭТА, Красные бригады, джихадисты из Аль-Каида, ИГИЛ и др.). Организованный терроризм наиболее распространён в современном мире.

По целенаправленности терроризм делится на:
1. Националистический — преследует сепаратистские или национально-освободительные цели (ЭТА, Тигры освобождения Тамил-Илама, Освободительная армия Белуджистана;
2. Религиозный — может быть связан с борьбой приверженцев разных религий между собой (индуисты и мусульмане и иудеи) и внутри одной веры (католики — протестанты, сунниты — шииты[англ.], салафитские джихадисты против суфиев) и/или преследует цель подорвать светскую власть и утвердить власть религиозную;
3. Политический — преследует цель коренного или частичного изменения экономической или политической системы страны, привлечения внимания общества к какой-либо острой проблеме. Иногда этот вид терроризма называют революционным. Примером идеологически заданного терроризма служат эсеровский, фашистский, европейский «левый», Красный террор, Белый террор, экологический терроризм и др.

Это деление терроризма условно и сходства можно найти во всех его видах.
Рассуждая о конкретных проявлениях террора и терроризма, некоторые исследователи и журналисты говорят о:
- терроризме оппозиционеров по отношению к власти и терроризме самих властей, государственном терроризме, терроризме как направлении государственной политики;
- терроризме индивидуальном, при котором адресатами терактов являются конкретные лица в силу личных действий или принадлежности к определённой группе или организации (русские цари и государственные сановники; Анвар Садат, Индира Ганди) — и терроризме массовом, или слепом, в отношении случайных людей (взрывы в Оклахоме, Москве, Волгодонске);
- уголовном терроризме.

### Политический терроризм
Виды политического терроризма:
- Террор — запугивание политических противников путём физического насилия или угрозой его применения[источник не указан 867 дней].
- Левый терроризм — террористическая деятельность, базирующаяся на ультралевой идеологии. В настоящее время встречается в странах Латинской Америки, Азии и Африки, основываясь на достаточно широком спектре идеологий (троцкизм, маоизм, социализм, анархизм, оригинальные местные учения)[13].
- Правый терроризм — террористическая деятельность, базирующаяся на ультраправой националистической[13] (Ку-клукс-клан, ОАС, НСУ «Серые волки») или религиозно-политической идеологии[13] («Аль-Каида», ИГИЛ).

Доктор философских наук Д. В. Джохадзе указывает, что терроризм есть одна из частных и искажённых форм проявления многоаспектной классовой борьбы.

### Националистический терроризм
Националистический терроризм — форма терроризма, мотивированная националистическими целями. Националистические террористы стремятся сформировать самоопределение в той или иной форме, которая может принять форму обретения большей автономии, создания полностью независимого суверенного государства (сепаратизм) или присоединения к другому существующему суверенному государству, с которым националисты себя отождествляют (ирредентизм).
К числу националистических организаций радикального крыла, использующих террористические методы борьбы, принадлежали группировки скинхедов: «Легион „Вервольф“» (ликвидирована в 1996 году), «Шульц-88» (ликвидирована в 2006 году), «Белые волки» (ликвидирована в 2008—2010 годах), «Новый порядок» (прекратила существование), «Русская цель» (прекратила существование) и другие.
Одной из крупнейших партий русских национал-экстремистов до конца 1990-х годов было неонацистское общественно-политическое движение «Русское национальное единство» (РНЕ) Александра Баркашова, основанное в 1990 году. В советское время основатель движения русского ведизма (направления славянского неоязычества) Виктор Безверхий (Остромысл) почитал Гитлера и Гиммлера и в узком кругу своих учеников пропагандировал расовые теории, призывая к избавлению человечества от «неполноценного потомства», якобы возникающего вследствие межрасовых браков.
Идеология российского неонацизма тесно связана с идеологией славянского неоязычества (родноверия). В ряде случаев между неонацистами и неоязычниками имеются также организационные связи. Так, один из основателей русского неоязычества, бывший диссидент Алексей Добровольский (языческое имя — Доброслав) разделял идеи национал-социализма и перенёс их в своё неоязыческое учение.
Ниже  перечислены националистические группировки, которые в некоторых кругах считаются террористическими:
- ЭОКА[17]
- Партия Каркерен Курдистан[18] (РПК)
- Индуисткие террористические организации как Раштрия сваямсевак сангх и др. [19][20]
- Армянская секретная армия освобождения Армении (АСАЛА)[21]
- Фронт освобождения Квебека (FLQ)[22]
- Временная Ирландская республиканская армия (ИРА)[23]
- Тамильские тигры (ТОТИ)[18]
- Украинская повстанческая армия (УПА)[24]
- Группа Вавельберг
- Легий[25]
- Иргун[26]
- Четники[27]

### Религиозный терроризм

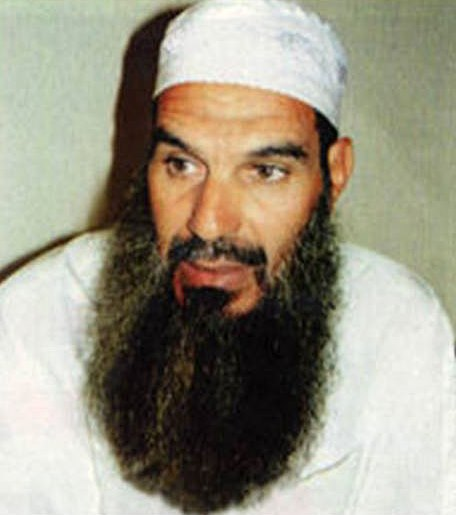
Мухаммад Физази. Салафитский джихадист и идеолог ''Салафия Джихадия".

Религиозный терроризм — форма терроризма, при которой насилие применяется для достижения определённых религиозных целей, то есть в служении сакральным целям или ценностям. Некоторые религии ограниченно поощряют терроризм, зачастую к иноверцам или нарушителям закона. Данный тип терроризма характеризуется размытостью объектов нападений как в географическом, так и в социальном и этническом аспектах. Религиозные террористы могут принадлежать как к небольшим, так и к распространённым религиозным конфессиям и деноминациям.
К распространённым формам религиозного терроризма относятся исламский, христианский и индуисткий терроризм. Согласно данным Fondapol, с 1979 по май 2021 года было зафиксировано 48 035 джихадистких терактов, в результате которых погибло не менее 210 138 человек.
Ярким примером экстремистских идеологий может служить салафитский джихадизм. Термин «джихадизм» используется с 1990-х годов . Впервые его использовал французский ученый Жиль Кепель, которые использовали более точный термин «Салафитский джихадизм (или джихадисткий салафизм)». 
По словам Брюса Ливси, на 2005 год салафитские джихадисты распространяли своё влияние в Европе, предприняв более 30 попыток террористических атак в странах ЕС с сентября 2001 года по начало 2005 года.
Британский писатель Шираз Махер, автор книги «Салафитский джихадизм: история идеи», прослеживает истоки этого конкретного течения до Ибн Таймии и теолога XVIII века Мухаммада ибн Абд аль-Ваххаба. Самым известным лидером салафитских джихадистов был Усама бен Ладен. Шагом по направлению к началу мирового «салафитского джихадизма» стало объявление 8 августа 1996 года Усамой бен Ладеном «Войны против американцев, занявших землю Двух Святынь».
Идеологами салафитского джихадизма были арабские ветераны афганского джихада: Абу Катада аль-Филистини, Абу Хамза аль-Масри, и другие. Мохаммед Юсуф, основатель нигерийской салафитской группировки «Боко Харам»; Омар Бакри Мухаммад, аль-Багдади, лидер «ИГИЛ» и другие.
Салафия Джихадия — это террористическая организация из течения салафизм, которая была активна в Марокко и Испании. Имела связи с «Аль-Каидой» и Марокканской исламской боевой группой. Группировка стала широко известной после терактов в городе Касабланка в 2003 году, когда 12 джихадистов убили 33 человек, а 100 были ранены.

Терри Нардин считает термин религиозный терроризм некорректным:
Однако использование (или злоупотребление) моральных аргументов на самом деле не отличает религиозных террористов от нерелигиозных, поскольку последние также опираются на такие аргументы для оправдания своих действий... политический терроризм также может быть символическим... отчуждение и лишение собственности... важны и в других видах насилия.

Короче говоря, возникает вопрос, является ли выражение «религиозный терроризм» чем-то большим, чем просто журналистским удобством. 

### Государственный терроризм
Государственный терроризм — термин, используемый для обозначения государственного насилия против гражданских лиц. Под актами государственного терроризма обычно понимают задержания, убийства, похищения, пытки и казнь граждан без суда и следствия, выполняемые сотрудниками силовых структур (полицией и иными органами правопорядка). Государственным терроризмом также называют террористические акты, совершаемые сотрудниками специальных органов государства. Отличают также терроризм, поддерживаемый государством, — тот случай, когда государство, само не участвуя в терроризме, финансирует и поддерживает террористические группировки.

## Борьба с терроризмом
Специалисты, исследующие проблему терроризма, выделяют две возможные стратегии борьбы с терроризмом — «прогрессивную» и «консервативную»:
- «Прогрессивная» стратегия подразумевает частичные уступки требованиям террористов — выплату выкупа, территориальные и моральные уступки (например, признание ценностей, поддерживаемых террористами, признание лидеров террористов равноправными партнёрами по переговорам и т. д.),
- «Консервативная» стратегия означает безоговорочное уничтожение террористов и их сторонников, а также поощрение лиц, идущих на сотрудничество с «демократическими» государствами в их борьбе с террором, отказ от каких бы то ни было переговоров с террористами, отказ от заключения перемирий[52].

В вышедшей в 2003 году в США книге Алана Дершовица «Почему терроризм работает?» (англ. Why Terrorism Works), отмечает российский правовед, председатель Конституционного суда РФ Валерий Зорькин: «Известный учёный, в недавнем прошлом ярый правозащитник призывает использовать принцип коллективного возмездия по отношению к семьям, этносам, конфессиональным группам террористов; ратует за применение любых видов пыток; выступает за то, чтобы существенно ограничить иммиграцию и права чужестранцев, в особенности выходцев из определённых регионов мира…».
Как отмечает российский эксперт полковник Владимир Луценко: «Терроризм невозможно победить только лишь силой. Спонсоры терроризма не собираются лично подрывать себя в вагонах метро. Для таких акций они рекрутируют „пушечное мясо“ в основном в экономически отсталых регионах, таких как Северный Кавказ или Центральная Азия. Поэтому искоренить терроризм можно, лишь уничтожив его питательную среду, то есть улучшив уровень жизни в экономически депрессивных и социально отсталых регионах, в первую очередь».

### Запрет «салафизма»  в Таджикистане
Верховный суд Таджикистана включил движение «Салафия (салафизм)» в список экстремистских организаций, её деятельность в Республике Таджикистан объявлена незаконной. Решением Верховного суда юридически оформлен запрет на ввоз и распространение литературы и других материалов, пропагандирующих идеи салафитских террористов, ограничен доступ к сайту салафитов. Как пояснили в генпрокуратуре, «все причастные к этому экстремистскому движению будут преследоваться в уголовном порядке по статье 307 Уголовного кодекса республики, предусматривающей ответственность за призывы к насильственному изменению конституционного строя или покушению на территориальную целостность страны».
В генпрокуратуре Таджикистана подчеркнули, что «Салафия (салафизм)» — фундаменталистская секта в исламе, последователи которой выступают против внесения в ислам элементов других религий и философских течений.

## История терроризма

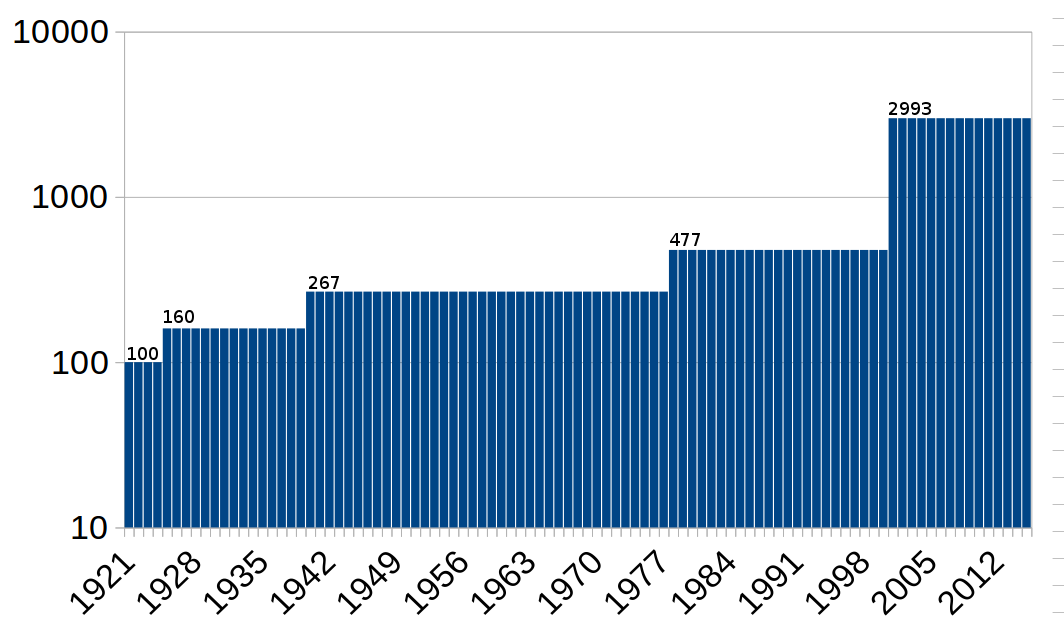
Количество жертв крупнейшего террористического акта по времени, с 1921 года

Специалисты расходятся в мнении как относительно времени возникновения терроризма, так и в том, можно ли оценивать события далёкого прошлого с точки зрения современных терминов: 
Иные приравнивают к терроризму любое политическое убийство, и, таким образом, корни терроризма отодвигаются в античные времена (У. Лакер), если не в ещё более ранний период; другие считают терроризм феноменом конца XX века (И. Александр, В. Чаликова и др.). Французский историк М. Ферро возводит терроризм к «специфической исламской традиции Хошашин XI—XII вв.», а Н. Неймарк относит происхождение современного терроризма к эпохе пост-Наполеоновской Реставрации.

### В древнем мире
А. А. Королёв считает, что «ещё за триста сорок лет до нашей эры отец Александра Македонского был убит в результате теракта».
Вальтер Лакер считает одной из наиболее ранних террористических группировок еврейскую секту сикариев («кинжальщиков»), действовавшую в Иудее в I веке н. э. Члены секты практиковали убийства представителей еврейской знати, выступавших за мир с римлянами и обвинявшихся ими в отступничестве от религии и национальных интересов и «коллаборационизме» с римской властью. В качестве оружия сикарии использовали кинжал или короткий меч — «сику». Это были экстремистски настроенные националисты, возглавлявшие движение общественного протеста и настраивавшие низы против верхов и в этом отношении являющиеся прообразом современных радикальных террористических организаций. В действиях сикариев прослеживается сочетание религиозного фанатизма и политического терроризма: в мученичестве они видели нечто приносящее радость и верили, что после свержения ненавистного режима Господь явится своему народу и избавит их от мук и страданий. Сыграли важную роль в поражении Иудейского восстания 66—71 гг. и были уничтожены с его разгромом. В частности, их действия в осаждённом Иерусалиме привели к его разрушению после захвата города римлянами.

### В средние века
Классическим примером террористической организации Средних веков, которая значительно развила искусство тайной войны, диверсионной практики и насильственных средств достижения цели, является секта ассасинов (хашашаинов, «едящих траву»). Около 1090 года Хасан ибн Саббах захватил в горной долине к северу от Хамадана (современный Иран) крепость Аламут. В течение последующих полутора столетий сторонники и последователи Горного Старца, под именем которого вошёл в историю основатель секты, опираясь на контролируемый район, который сегодня профессионалы антитеррора назвали бы «серой зоной», лишили покоя правящие династии на обширном пространстве от Средиземного моря до Персидского залива. Движимые неясной до конца религиозной мотивацией, практически неуловимые и от этого ещё более устрашающие, адепты секты (с позиций сегодняшнего дня — боевики) убили за период своей деятельности десятки халифов и султанов, военачальников и представителей официального духовенства, посеяв ужас во дворцах правителей, существенно дестабилизировав политическую обстановку на обширном геополитическом пространстве Востока, и затем были уничтожены монголо-татарами в середине XIII века.

### В новое и новейшее время
Политологи выделяют четыре глобальные волны терроризма Нового и Новейшего времён:
1. связанная с распространением в 1880-х годах в России, Европе, а затем и Северной Америке революционных идеологий (иногда объединяемых под названием анархизма, хотя ни российские народники, ни ирландские фении анархистами в строгом смысле слова не были);
2. связанная с антиколониальным, национально-освободительным движением XX века;
3. имеющая отношение к деятельности «новых левых» в 1970-х годах;
4. волна, связанная с глобализацией, начавшаяся в конце 1970-х и продолжающаяся до сих пор (в том числе и современный религиозный терроризм).

#### Примечательные личности
- Каррье, Жан-Батист (Carrier, 1756—1794) — французский террорист; в 1792 году — фанатичный член конвента, в 1793 году казнил пленных вандейцев массами через утопление; после 9 термидора казнён[60].
- Тальен, Жан-Ламбер (Tallien, 1769—1820) — французский политический деятель, член конвента, террорист; под влиянием своей жены (с 1794) Терезы де-Фонтенэ (1775—1835) стал противником террора. 9 термидора содействовал низвержению Робеспьера; потом член совета пятисот[60].

## Статистика террористических актов
В докладе Национального консорциума по изучению терроризма и ответов на терроризм при Мэрилендском университете в США отмечается, что в 2012 году 8500 терактов по всему миру унесли жизни почти 15,5 тысячи человек. 2012 год — рекордный по количеству терактов и числу жертв. Наблюдения ведутся с 1970 года.
Исследователи отмечают, что большая часть терактов совершалась в странах с преимущественно мусульманским населением. Шесть из семи наиболее опасных террористических группировок связаны с Аль-Каидой.
Государства, наиболее пострадавшие от терроризма в 1994—2004 годах
| Место в рейтинге | Государство | Число погибших в терактах на территории страны в 1994—2004 годах | Число погибших в терактах (на 1 млн жителей страны) |
| ---------------- | ----------- | ---------------------------------------------------------------- | --------------------------------------------------- |
| 1                | США         | 3238                                                             | 11,02                                               |
| 2                | Россия      | 2111                                                             | 14,54                                               |
| 3                | Индия       | 1928                                                             | 1,81                                                |
| 4                | Израиль     | 1274                                                             | 219,3                                               |
| 5                | Колумбия    | 1135                                                             | 26,82                                               |
| 6                | Ирак        | 1122                                                             | 44,22                                               |
| 7                | Алжир       | 869                                                              | 27,05                                               |
| 8                | Пакистан    | 783                                                              | 4,92                                                |
| 9                | Уганда      | 471                                                              | 17,84                                               |
| 10               | Шри-Ланка   | 409                                                              | 20,55                                               |

## Законодательство

### Терроризм в международном праве
В период вооружённого конфликта, носящего международный или немеждународный характер, международное право запрещает нападения на гражданских лиц, нападения неизбирательного характера и взятие заложников, которые обычно расцениваются как террористические. Статья 33 Четвёртой Женевской конвенции гласит: «Коллективные наказания, так же как и всякие меры запугивания или террора, запрещены». Второй Дополнительный протокол в статье 4 запрещает «акты терроризма», направленные против лиц, не принимающих непосредственного участия или прекративших принимать участие в военных действиях. Главная цель — подчеркнуть, что отдельные гражданские лица и гражданское население в целом не могут подвергаться коллективным наказаниям, которые, несомненно, относятся к числу факторов, создающих обстановку террора. Оба Дополнительных протокола к Женевским конвенциям также запрещают действия, направленные на терроризирование гражданского населения. «Гражданское население как таковое, а также отдельные гражданские лица не должны являться объектом нападения. Запрещаются акты насилия или угрозы насилием, имеющие основной целью терроризировать гражданское население» (ДП I, ст. 51(2) и ДП II, ст. 13(2)).
Применение норм международного права войны (называемого также международным гуманитарным правом) не является преградой в борьбе с терроризмом. Подозреваемые в причастности к террористической деятельности могут подвергаться преследованиям за совершение террористических актов, однако даже военнослужащие и «незаконные комбатанты» из их числа пользуются правовой защитой (Женевские конвенции о защите жертв войны (1949)) и имеют право на предоставление юридических гарантий в случае возбуждения в их отношении уголовного дела. (Международное право и терроризм: вопросы и ответы)

### Уголовный кодекс Российской Федерации
Статья 205 УК РФ предусматривает за совершение взрыва, поджога или других действий, устрашающих население и создающих опасность гибели человека, причинение значительного имущественного ущерба либо наступления иных тяжких последствий, в целях воздействия на принятие решения органами власти или международными организациями, а также угрозу совершения таких действий лишение свободы вплоть до пожизненного заключения в зависимости от обстоятельств.
Ответственность предусмотрена также за «содействие террористической деятельности» (ст. 205.1 УК РФ), а также «публичные призывы к осуществлению террористической деятельности или публичное оправдание терроризма» (ст. 205.2 УК РФ).
26 апреля 2023 года Совет Федерации принял поправки в УК РФ, согласно которым максимальное наказание по статье 205 (террористический акт) увеличится с 15 до 20 лет тюрьмы; по статье 361 (акт международного терроризма) — до пожизненного лишения свободы; по статье 205.4 У (организация террористического сообщества и участие в нём) — до 15 лет тюрьмы; за вербовку или вовлечение в терроризм — до семи лет лишения свободы, за содействие террористической деятельности — до 12 лет. Необходимость ужесточения наказаний законодатели обосновали «беспрецедентными угрозами», с которыми, по их словам, столкнулась Россия со стороны Украины.